# 琴娜·杜普洛
琴娜·杜普洛（英語：Jeanne DuPrau，1944年—）是一名美国作家，1944年生于加利福尼亚州的旧金山，因其《黑暗之光》系列儿童科幻小说而著名。目前她居住在门洛帕克。

## 生平及家庭
杜普洛获得加利福尼亚州克莱尔蒙特的斯克里普斯学院英语文学学士学位。她曾经是一名高中英语教师，教育出版公司编辑，苹果公司的技术写作者和自由撰稿人。
在她的网站和其他一些在线简历中，杜普洛被描述为一个园艺爱好者和爱狗者。她也是一个滑冰者、鸟类观察者、一个策划者、建筑工人、园丁、钢琴师和美食素食厨师。杜普洛没有孩子，她有两个侄子、一个侄女和一隻名叫Ethan的凱恩㹴。
杜普洛寫的第一本小說是《微光》 ，其初稿在1980年代後期就已寫完，她當時把手稿擱在一邊。直到J·K·羅琳的《哈利波特》系列小說獲得成功之後，杜普洛從《哈利波特》中得到啟發，重寫了《微光》，使書中角色變得更加生動。《微光》終於2003年出版。
杜普洛在她的网站写道：
「我并没有真的去『當一个作家』。我只是写，阅读和写作一直是我最喜欢的事情，但有一段时间我想成为一名作家和插画家。我仍然有我的很早时的书，当我大约5岁时写的。它被称为雾雪人，有5页，还用红色和绿色的蜡笔画了插图。」

## 作品

### 黑暗之光系列
- 《微光》 （2003） – 这个故事发生在一个唯一光线来自电灯、没有太阳與月亮的城市。由于供给不足且电力系统开始损坏，这个城市即將面臨毀滅。莉娜·梅福利（Lina Mayfleet）和杜恩·哈洛（Doon Harrow）這两个孩子踏上了找到一条出路的征程[3]。
- 《星火（英语：The_People_of_Sparks）》 （2004） – 这个故事从离开微光市后开始，随着将死的微光市的居民加入年轻英雄莉娜和杜恩，容易地上了他们的开始顺利紧接着却发生争执的路。
- 《The Prophet of Yonwood（英语：The_Prophet_of_Yonwood）》 （2006） – 系列故事的第三本著作，為系列故事前兩集的前傳故事。故事時間點約發生在距離大災難以及微光城市建立前的五十年，也就是系列故事前兩集《微光》和《星火》時間軸的前三百年左右。本集故事的主要情節是在講述一位女性的可怕預見與市民對此預見的反應及應對作法。
- 《The Diamond of Darkhold（英语：The_Diamond_of_Darkhold）》 （2008） – 本著為系列故事的第三集（亦是最後一集），內容主要接續講述舊微光市居民在遷居到地面的Village of Spark所面臨的困難。莉娜及杜恩得到一本來自舊微光市的奧秘書籍，為了探究書裡的內容，卻他們再一次回到微光市。這一次回去最終讓建造者預先為微光市居民所遺留的科技重新被發現和利用，居民也利用這個被遺留的發明（為一種鑽石型狀的物品）為鎮上賺到不少錢，得以解決原本冬天所面臨食物短缺問題。故事的最後，居民利用鑽石的力量重建城市，莉娜、杜恩以及波琵也住在一起。莉娜得到一隻馬並成為信使，杜恩則去學習關於鑽石的知識，他們兩個最終結為夫婦並且有自己的小孩。

### 其他小说
- 《Car Trouble（英语：Car Trouble (novel)）》 （2005）

### 散文
- Adoption: The Facts, Feelings, and Issues of a Double Heritage
- Cells
- Cloning
- Daily Life in the American Colonies
- The Earth House (1993)

## 电影改编
改编自《微光》小說的电影《微光城市》于2008年10月发行。这部电影在北爱尔兰的贝尔法斯特拍攝，比爾·莫瑞饰演微光市市长，其餘主演還有瑟夏·羅南、哈利·崔德威、提姆·羅賓斯以及馬丁·蘭道等人。杜普洛並沒有參與電影劇本的寫作。

## 外部連結
- 琴娜·杜普洛在互联网电影资料库（IMDb）上的資料（英文）
- 琴娜·杜普洛的官方网站 （页面存档备份，存于）
- 網路推理小說資料庫上的Jeanne DuPrau
- 在FanLit.net上的琴娜·杜普洛小说 （页面存档备份，存于）